# Dicranum crassifolium
Dicranum crassifolium är en bladmossart som beskrevs av Sérgio, Ochyra och Séneca 1995. Dicranum crassifolium ingår i släktet kvastmossor, och familjen Dicranaceae. Inga underarter finns listade i Catalogue of Life.